# Elecciones federales de Australia de 1974
El sábado 18 de mayo de 1974 se celebraron elecciones federales en Australia, en las que se renovaron la Cámara de Representantes y el Senado.

## Resultados

### Cámara de Representantes
|  | Partido                       | Votos     | %     | +/-   | Escaños | +/- |
|  | Partido Laborista Australiano | 3.644.110 | 49.30 | −0.29 | 66      | −1  |
|  | Partido Liberal de Australia  | 2.582.968 | 34.95 | +2.91 | 40      | +2  |
|  | Partido Nacional del Campo    | 736.252   | 9.96  | +0.53 | 21      | +1  |
|  | Australia Party               | 172.176   | 2.33  | −0.09 | 0       | 0   |
|  | Democratic Labor Party        | 104.974   | 1.42  | −3.83 | 0       | 0   |
|  | Otros                         | 150.526   | 2.04  |       |         | 0   |
|  | Total                         | 7.391.006 |       |       | 127     | +2  |
|  | Partido Laborista Australiano |           | 51.70 | −1.00 | 66      | −1  |
|  | Coalición Liberal- Nacional   |           | 48.30 | +1.00 | 61      | +3  |

### Senado
|  | Partido                        | Votos     | %     | +/-    | Escaños ganados | Escaños totales |
|  | Partido Laborista Australiano  | 3.127.197 | 47.29 | +5.08  | 29              | 29              |
|  | Liberal/Nacional (Lista Única) | 2.298.816 | 34.77 | +15.26 | 16              |                 |
|  | Partido Liberal de Australia   | 516.919   | 7.82  | −9.80  | 12              | 23              |
|  | Democratic Labor Party         | 235.343   | 3.56  | −7.55  | 0               | 0               |
|  | Australia Party                | 92.107    | 1.39  | −1.51  | 0               | 0               |
|  | Partido Nacional del Campo     | 85.719    | 1.30  | +0.24  | 1               | 6               |
|  | Liberal Movement               | 63.032    | 0.95  |        | 1               | 1               |
|  | Independientes                 | 121.396   | 1.84  | +0.13  | 1               | 1               |
|  | Otros                          | 71.856    | 1.09  |        | 0               | 0               |
|  | Total                          | 6.612.385 |       |        | 60              | 60              |

- Datos: Q3586899